# Luis Batiz Sáinz
Svatý Luis Batiz Sáinz (13. září 1870, Miguel Auza – 15. srpna 1926, Chalchihuites) byl mexický římskokatolický kněz a mučedník.

## Život
Narodil se 13. září 1870 v obci Miguel Auza jako syn Wenceslaa Batiz Arellano a Marii de Jesus Sáinz de Ortega Canales. Byl zbožným dítětem a ve 12 letech vstoupil do Semináře v Durangu. Dne 1. ledna 1894 byl vysvěcen na kněze. Po vysvěcení se stal spirituálem semináře a farářem ve farnosti sv. Petra v Chalchihuites. Byl členem Katolické akce v Mexiku.
Jako kněz vyučoval ve školách chudé děti a vyučoval také katechismus pro děti a mladé. Před uzavřením kostelů v roce 1926 proběhlo setkání Národní ligy pro obranu náboženské svobody, které diskutovalo o možnosti ozbrojeného povstání svrhnout vládu. Ve svých kázáních odporoval proti revolucím a nenávisti. Roku 1926 byl obviněn ze spiknutí proti vládě a 14. srpna byl zatčen. Byla mu nabídnuta svoboda když uzná vládu Plutarca Elíase Callese, on odmítl. O den později byl zastřelen spolu s jeho spolupracovníky Manuelem Moralesem, Davidem Roldánem Larou a Salvadorem Larou Puentem. Jejich těla byli pohřbeny na městském hřbitově a poté byly přesunuty do farního kostela.

## Proces svatořečení
Jeho proces blahořečení byl započat 22. srpna 1960 v arcidiecézi Guadalajara a to ve skupině Cristobal Magallanes Jara a 24 společníků. Dne 7. března 1992 uznal papež Jan Pavel II. jejich mučednictví. Blahořečeni byli 22. listopadu 1992 v bazilice sv. Petra papežem Janem Pavlem II. Dne 28. června 1999 uznal papež zázrak uzdravení na jejich přímluvu. Svatořečeni byli 21. května 2000 na Svatopetrském náměstí papežem Janem Pavlem II.